# Atlant

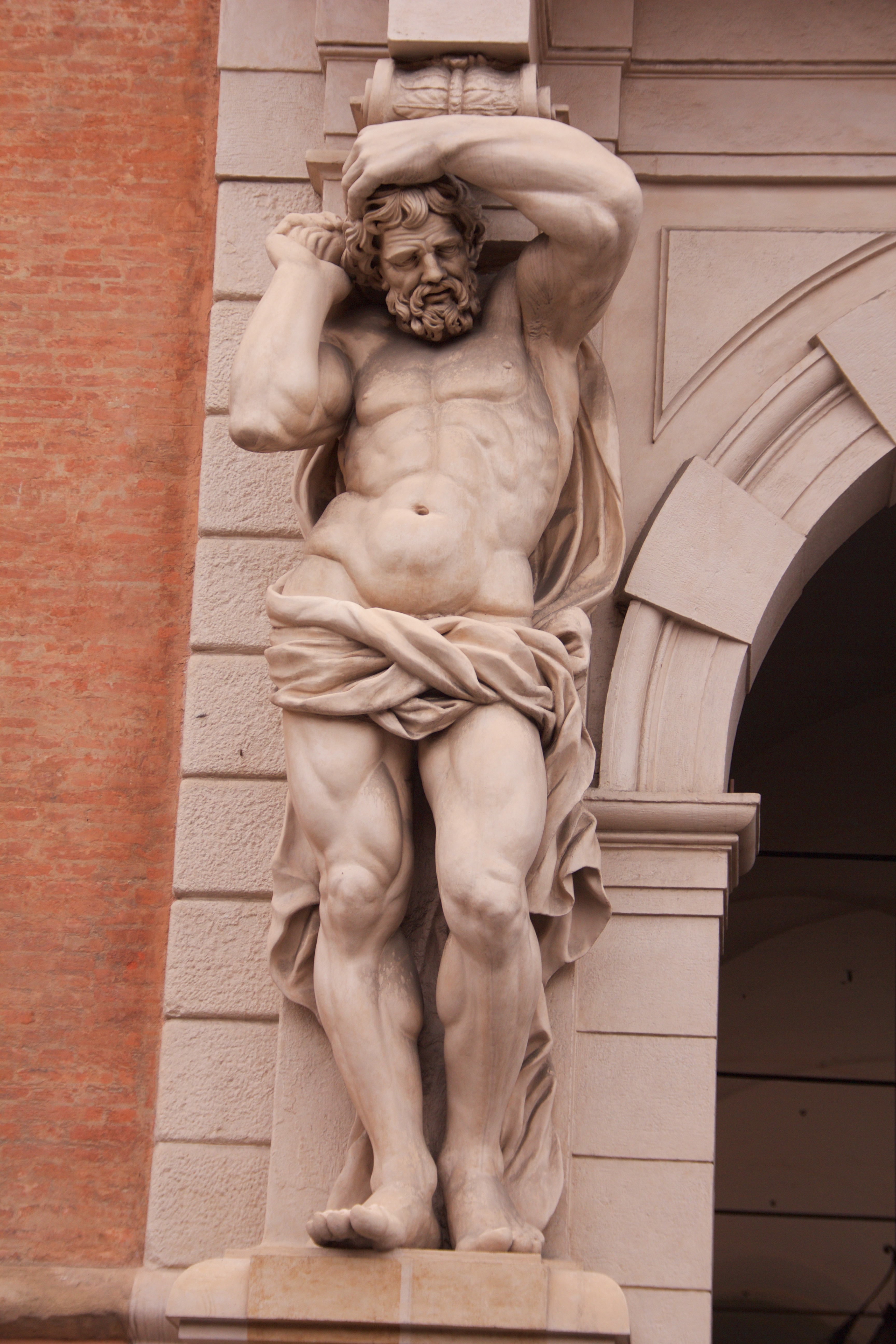
Atlant am Palazzo Davia Bargellini (Bologna), 17. Jahrhundert

Ein Atlant (auch Telamon, Gigant und Herkulant) ist in der Architektur eine meist übermenschensgroße, männliche Gestalt, die anstelle einer tektonischen Stütze das Gebälk trägt.

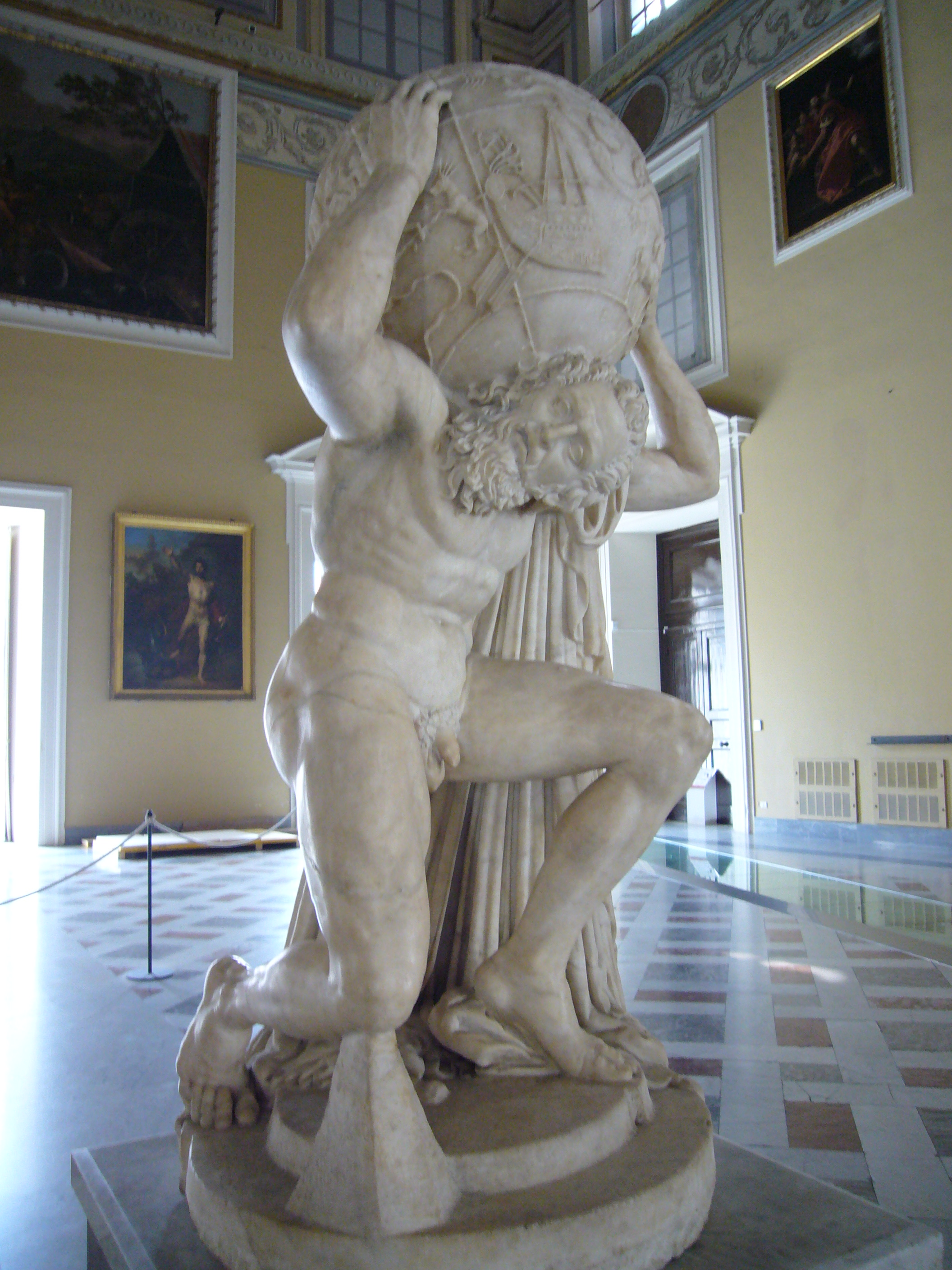
Atlas Farnese, römische Kopie einer hellenistischen Skulptur, 2. Jahrhundert (Museo Archeologico Nazionale, Neapel)

## Begriffsherkunft und -unterscheidung
Der Begriff Atlant bezieht sich auf Atlas, den Titan der griechischen Mythologie und Träger des Himmelsgewölbes. Bildliche Darstellungen zeigen Atlas daher allgemein als Träger einer besonders schweren Last, später einer Himmelskugel oder nicht selten eines Globus. Der tragende Atlas wurde das Urbild aller tragenden Gestalten.
Nach Ansicht des Archäologen Adolf Furtwängler soll sich anstatt der griechischen Atlanten in Rom zu Vitruvs Zeit der Begriff Telamones als eine andere griechische Bezeichnung derselben Stützfiguren festgesetzt haben.

## Geschichte und Verwendung
Die architektonische Indienststellung des Atlas-Motivs als Atlant und figürlichen Gebälk-Träger gab es bereits in der Antike, in der Regel als Ersatz für eine Säule oder einen Pilaster.

Tragefiguren wurden in der mittelalterliche Baukunst aufgegriffen. In der christlichen Ausstattungskunst spielen Tragefiguren eine Rolle als symbolisch bedeutsame Träger u. a. von Lesepulten, Taufbecken und Kanzeln. Teilweise haben sich mittelalterliche Baumeister (vgl. Naumburger Meister) oder Steinmetze (vgl. Adam Kraft) als Tragefiguren selbst dargestellt und damit symbolisch in den Dienst ihres Werks gestellt.

Antike und mittelalterliche Tragefiguren bzw. Atlanten
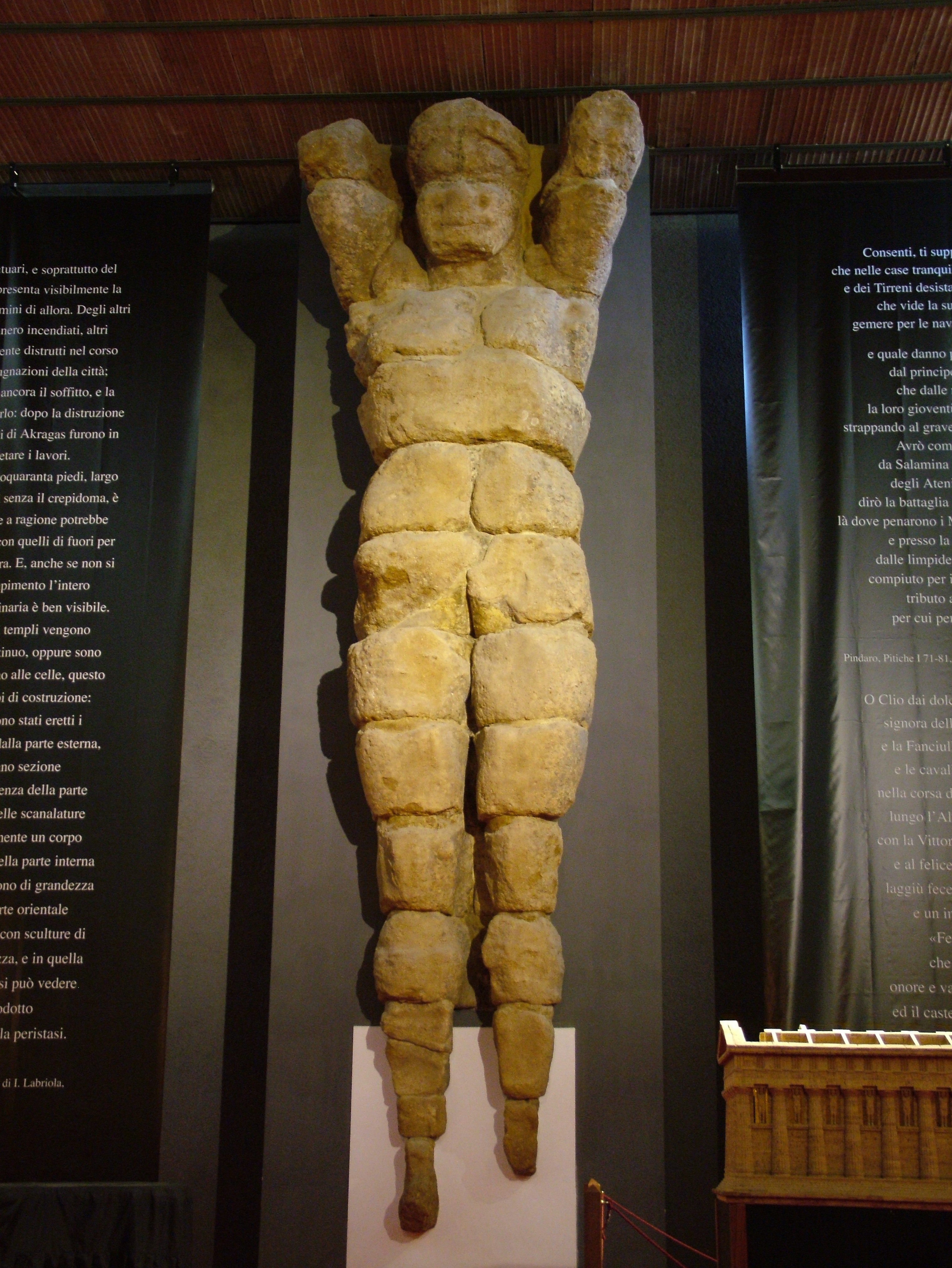
Antiker Telamon in Agrigent
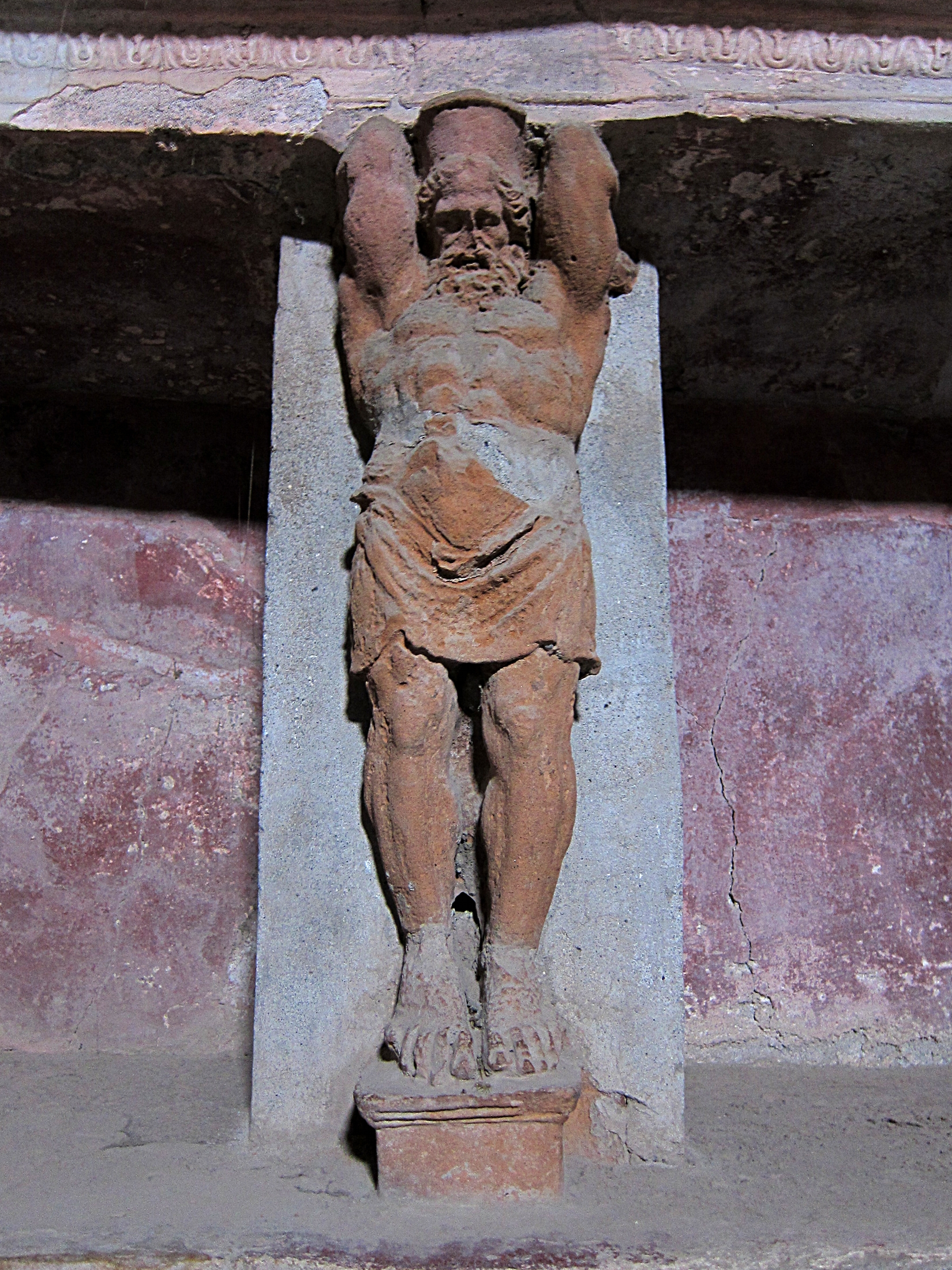
Antiker Telamon in Pompeji
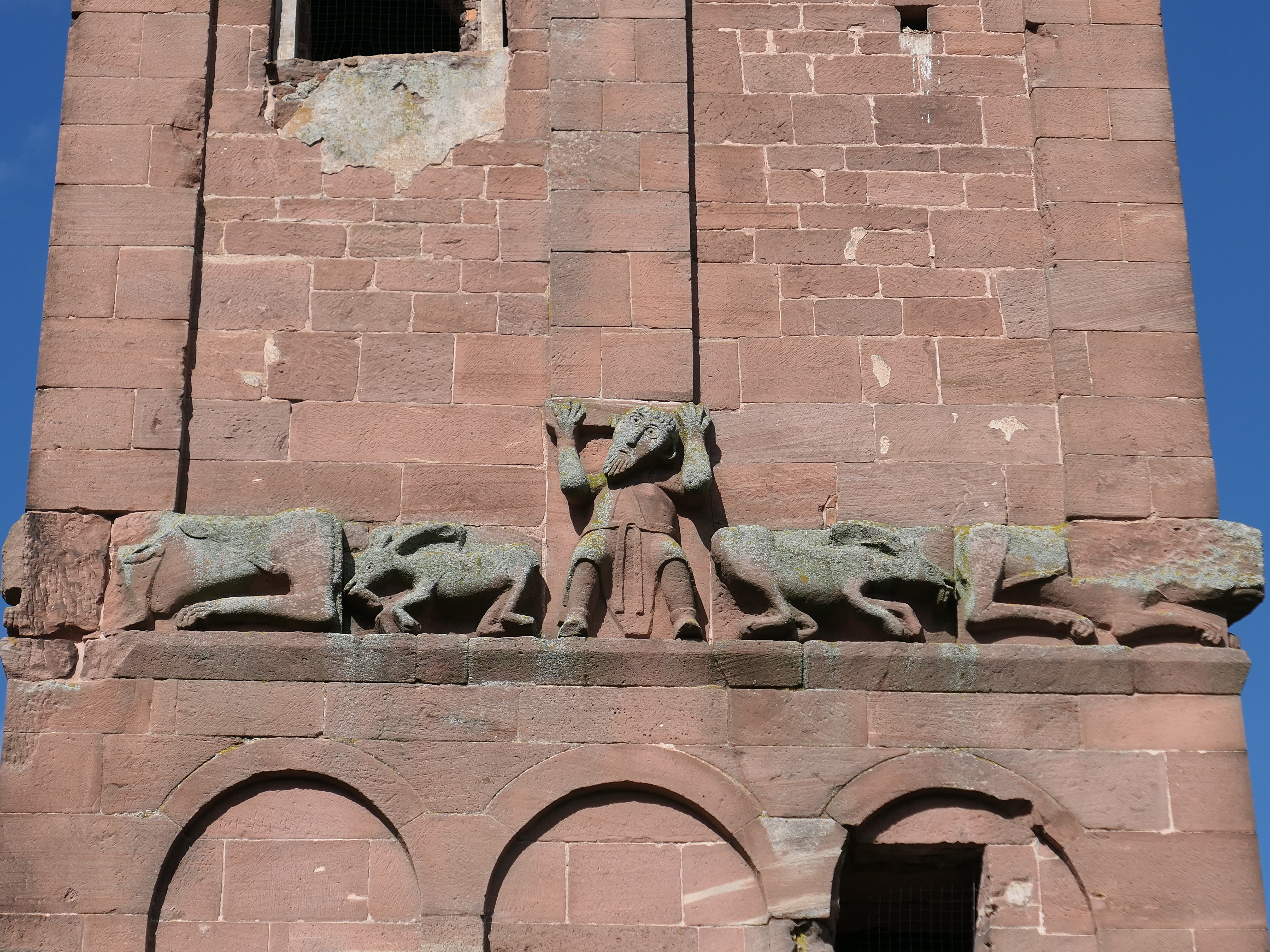
Tragefigur am Eulenturm im Kloster Hirsau, 11. Jahrhundert
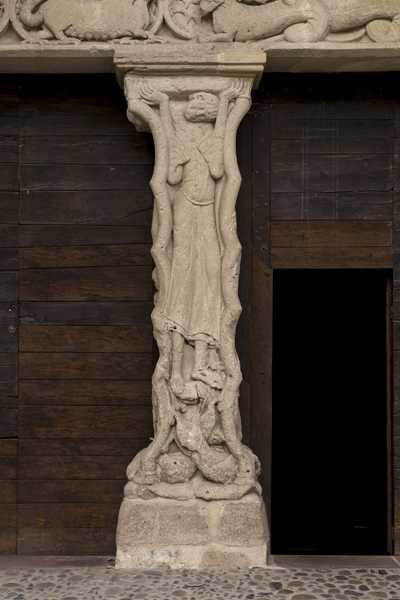
Atlant am Trumeaupfeiler des Portals der Abteikirche St. Pierre in Beaulieu-sur-Dordogne (12./13. Jahrhundert)
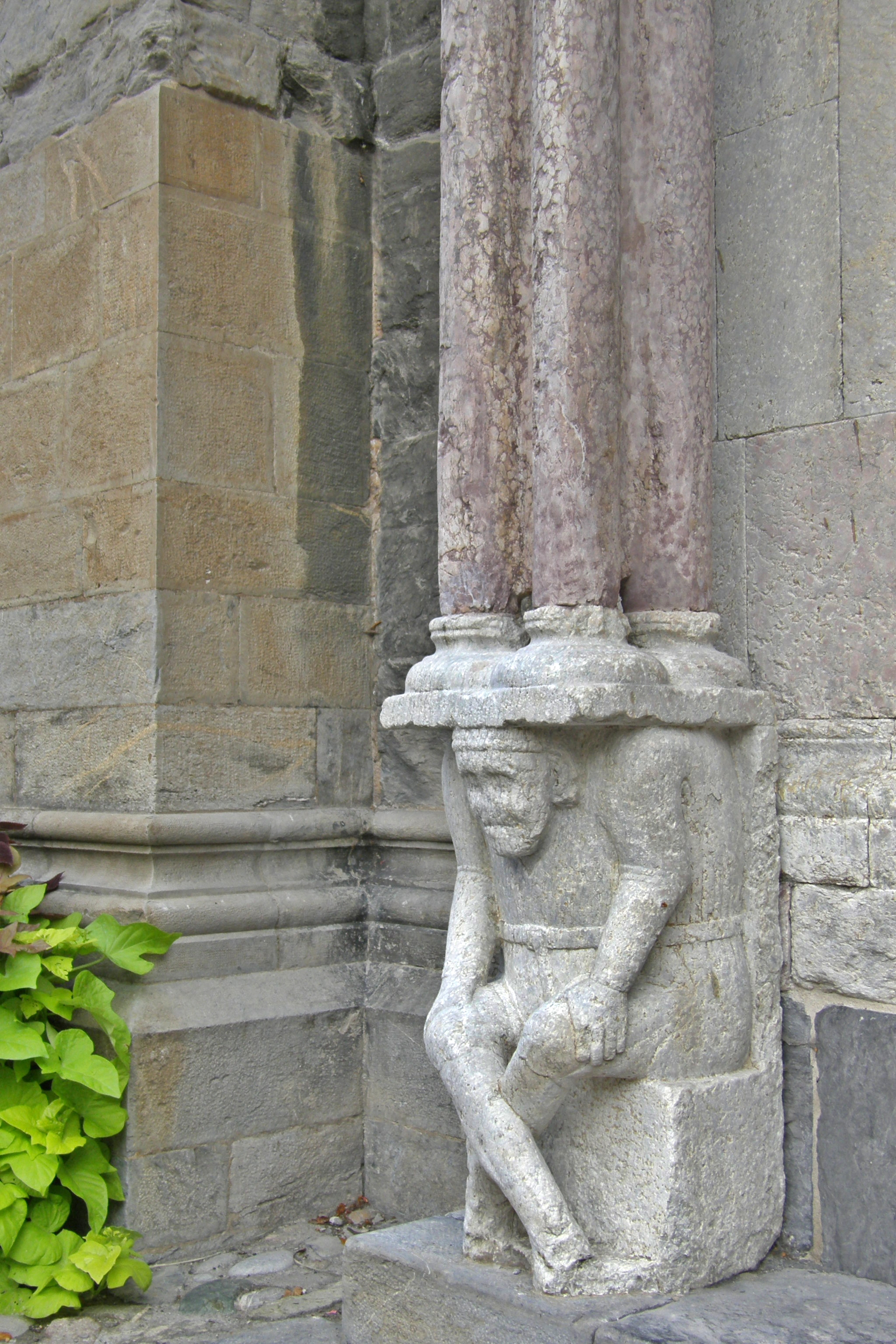
Tragefigur unter einer Säule (Nordportal von Notre-Dame-du-Réal, Embrun)
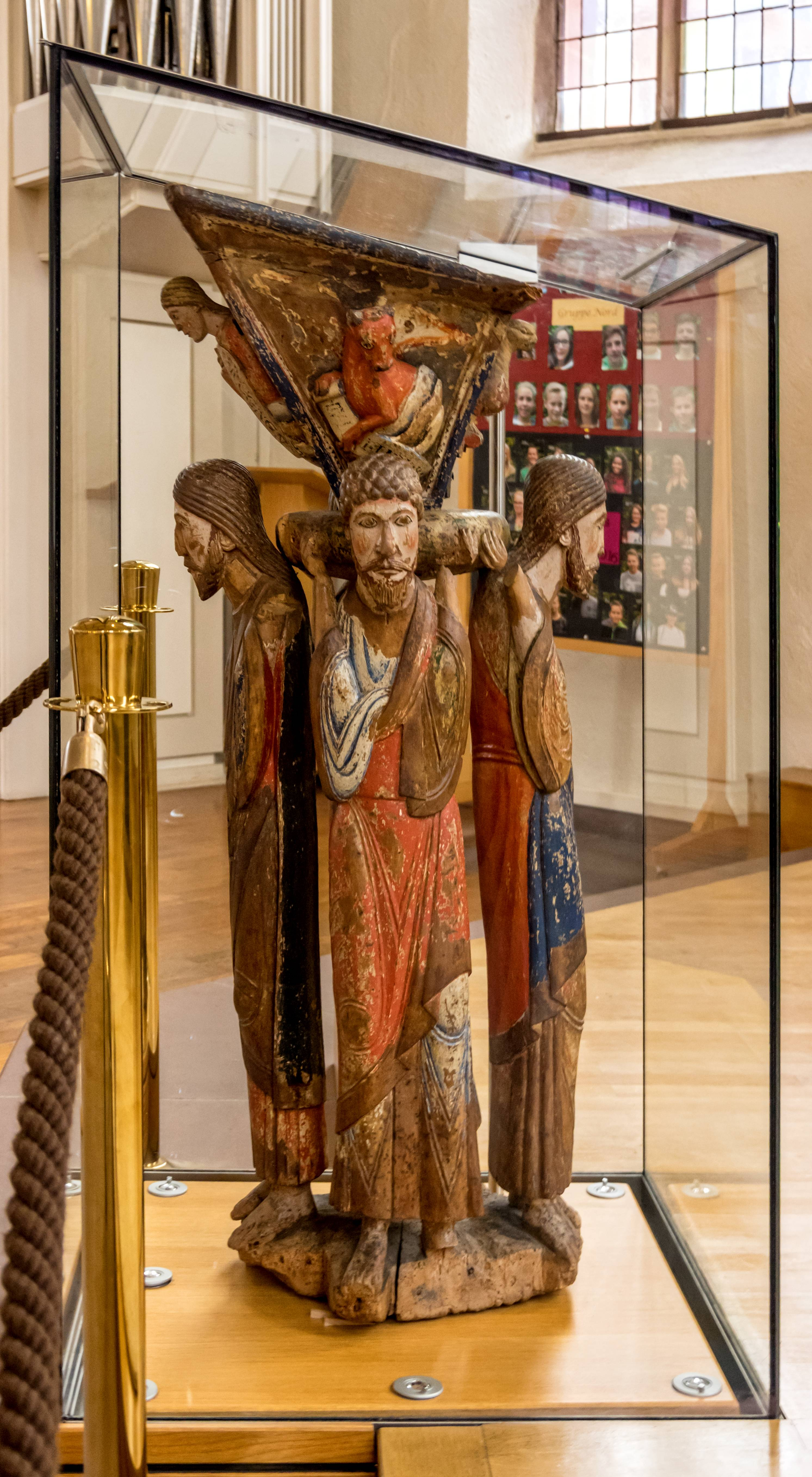
Vier Evangelisten als Träger eines romanischen Lesepults, 12. Jahrhundert (Stadtkirche Freudenstadt)
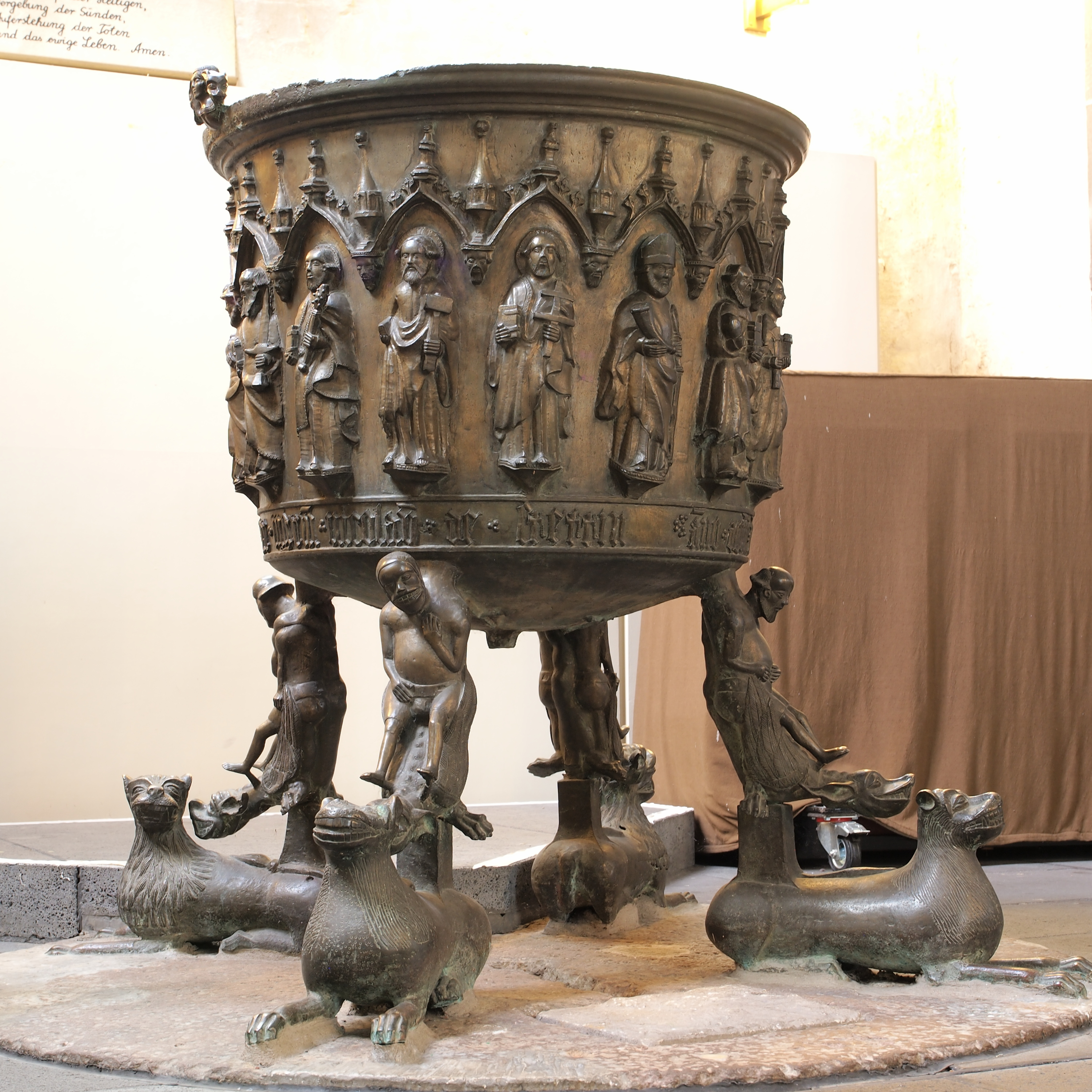
Atlantenfiguren am Taufbecken in St. Blasius, Hann. Münden, 1392
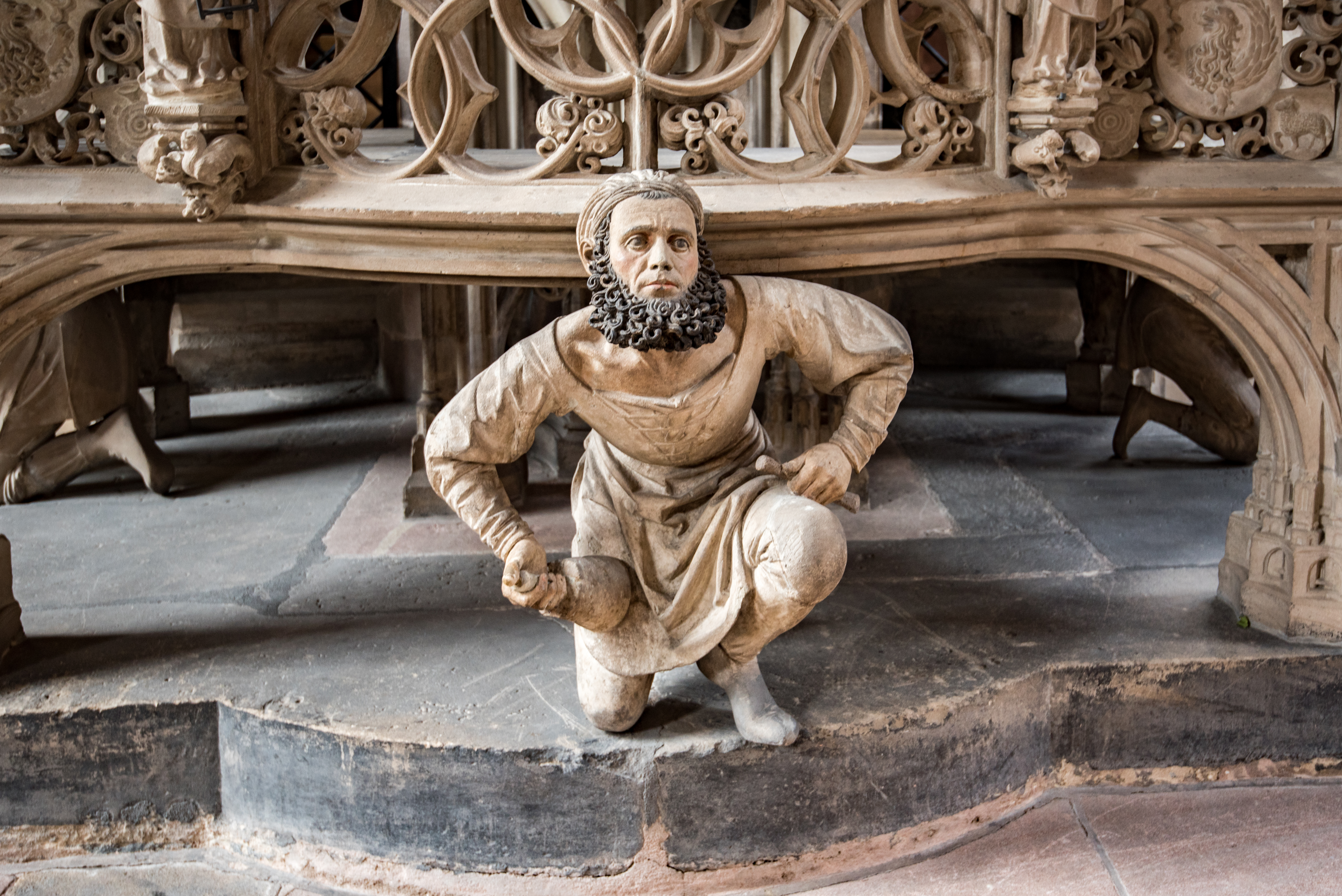
Spätgotisches Künstler-Selbstbildnis als Tragefigur (Sakramentshaus des Adam Kraft, Lorenzkirche Nürnberg, 1493–1496)

Der Begriff Atlant im engeren Sinne wird für Tragefiguren der Renaissance und des Barock (und der entsprechenden Neostile des Historismus) verwendet, als Träger an den Fassaden der Paläste, an Kaminen, an Grabdenkmälern sowie in der dekorativen Malerei und im Kunstgewerbe. Beispielhaft für die Wiederentdeckung des Atlanten in der Architektur ist die Lexikonbeschreibung des Göttinger Architekturtheoretikers Johann Friedrich Penther von 1744: „Atlas, Telamon, Last-Träger (...) ist eine Statue, so in der Architectur statt eine Säule das Gebälcke oder andere schwere Lasten, als gantze Decken, Welt-Kugeln u. d. g. tragen muß. Man hat dieses von der Heydnischen Dichtung, welche dem Atlanti den Himmel auf die Schultern legt angenommen. Artige Beyspiele von Antlantibus finden sich in dem Eugenischen Palast vor Wien, da selbe statt der Pfeiler ansehnliche Creutz-Gewölbe tragen müssen.“ Atlanten verweisen also einerseits auf die griechische Antike und repräsentieren die klassische Bildung und den Status der Bewohner, gleichzeitig verdeutlichen sie die Standfestigkeit und Dauerhaftigkeit der Gebäudekonstruktion.
Ein klassischer Atlant zeigt sich als halbnackter kräftig-muskulöser Mann, oft vorgebeugt und mit emporgestreckten Armen, die sich der schweren Traglast eines Balkons oder einer Portalverdachung entgegenstemmen. Atlanten lassen sich meist als spiegelsymmetrische Paare finden.

Im Gegensatz zum unbekleideten, gebeugten männlichen Atlant kommt als weibliche Tragefigur die bekleidete Karyatide mit gerader Körperhaltung zur Anwendung, oft ohne erhobene Arme und mit der Traglast direkt auf dem Haupt. Die inhaltlichen und gestalterischen Variationen des Atlanten-Motivs sind vielfältig; es gibt fließende Übergänge, d. h. auch unbekleidete weibliche Atlanten und Engel als Atlanten. Zudem sind Atlanten vielfach mit dem Hermen-Motiv kombiniert worden, was dann Atlanten-Hermen (bzw. Karyatiden-Hermen) ergibt. Im ausklingenden Historismus gab es als spielerische Variante Atlanten in Putto-Form.

Beispiele barocker Atlanten
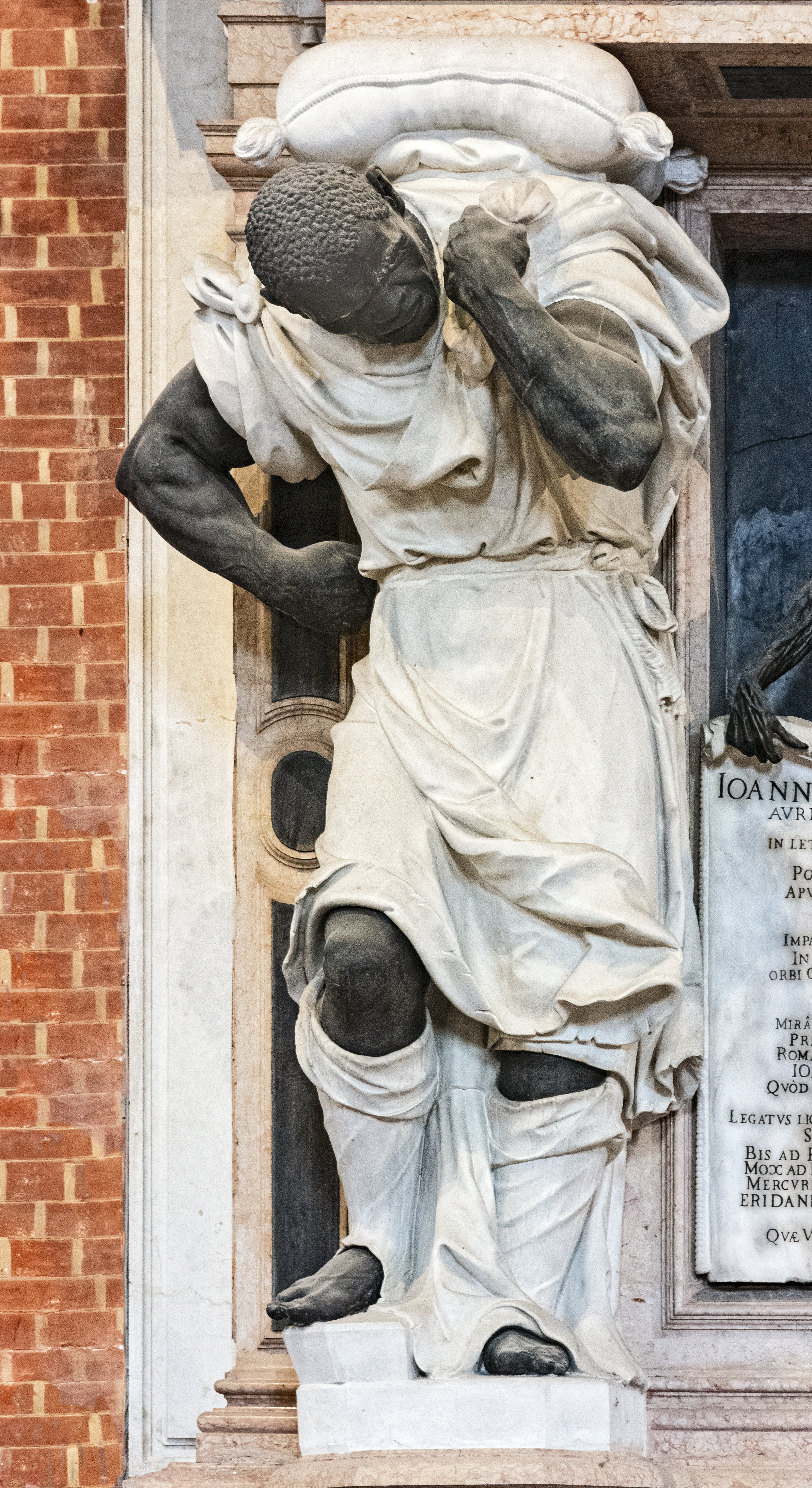
Atlant am Grabmal des Dogen Giovanni Pesaro (1660er Jahre) in der Frarikirche, Venedig
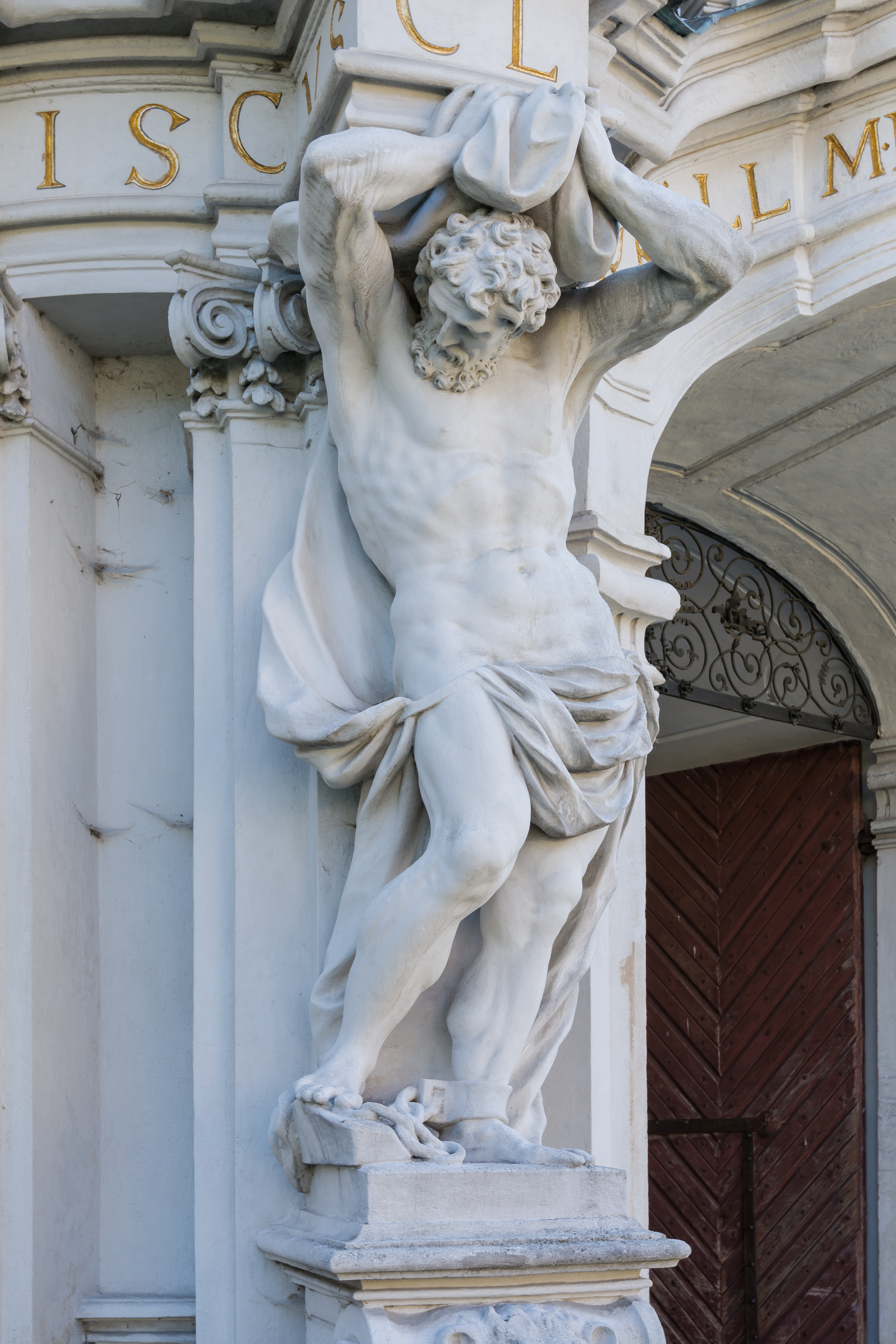
Atlant am Haupttor von Stift Sankt Florian, 1710er Jahre
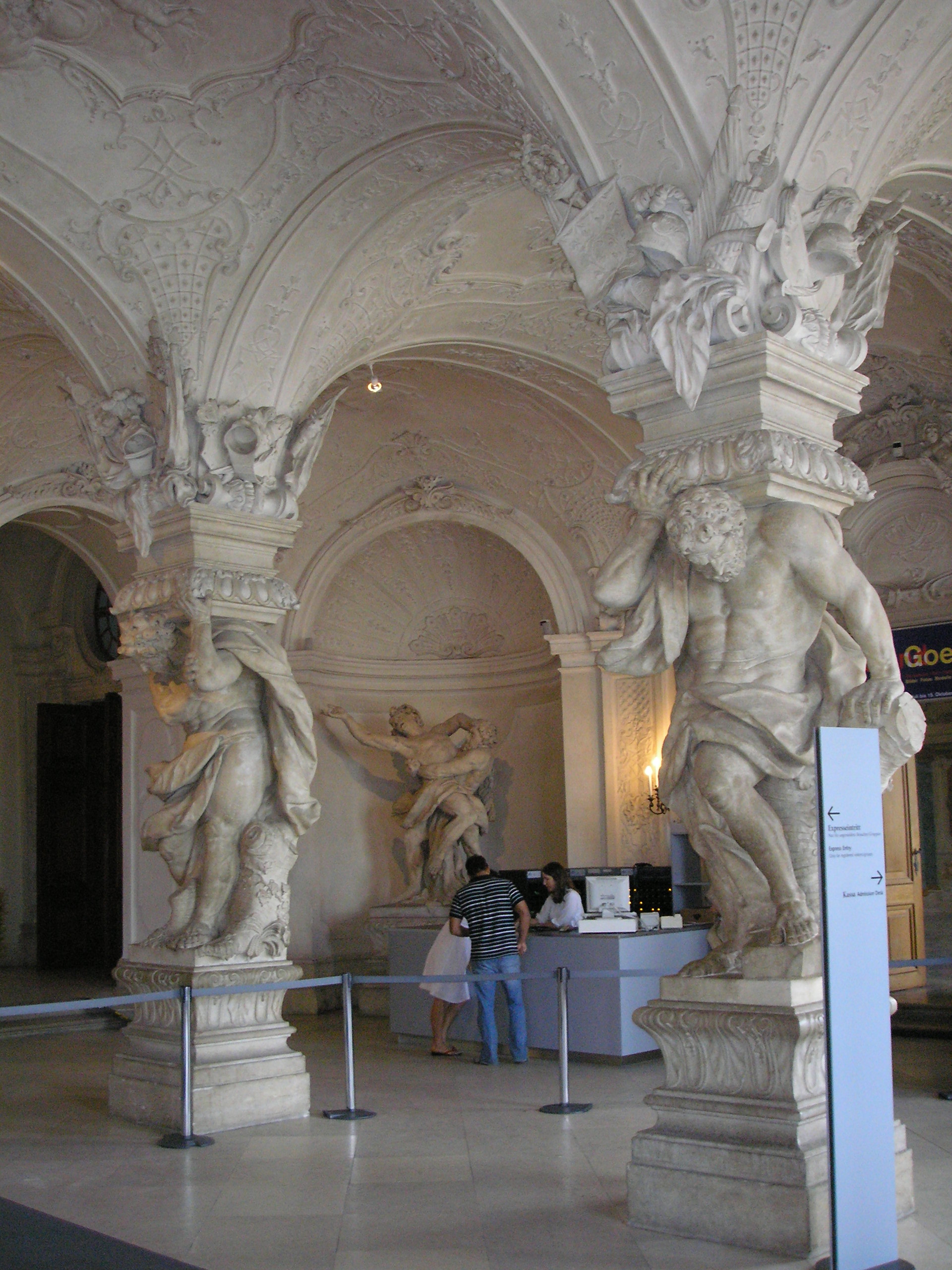
Gewölbe tragende Atlanten in der Sala terrena des Oberen Belvedere, Wien (18. Jahrhundert)
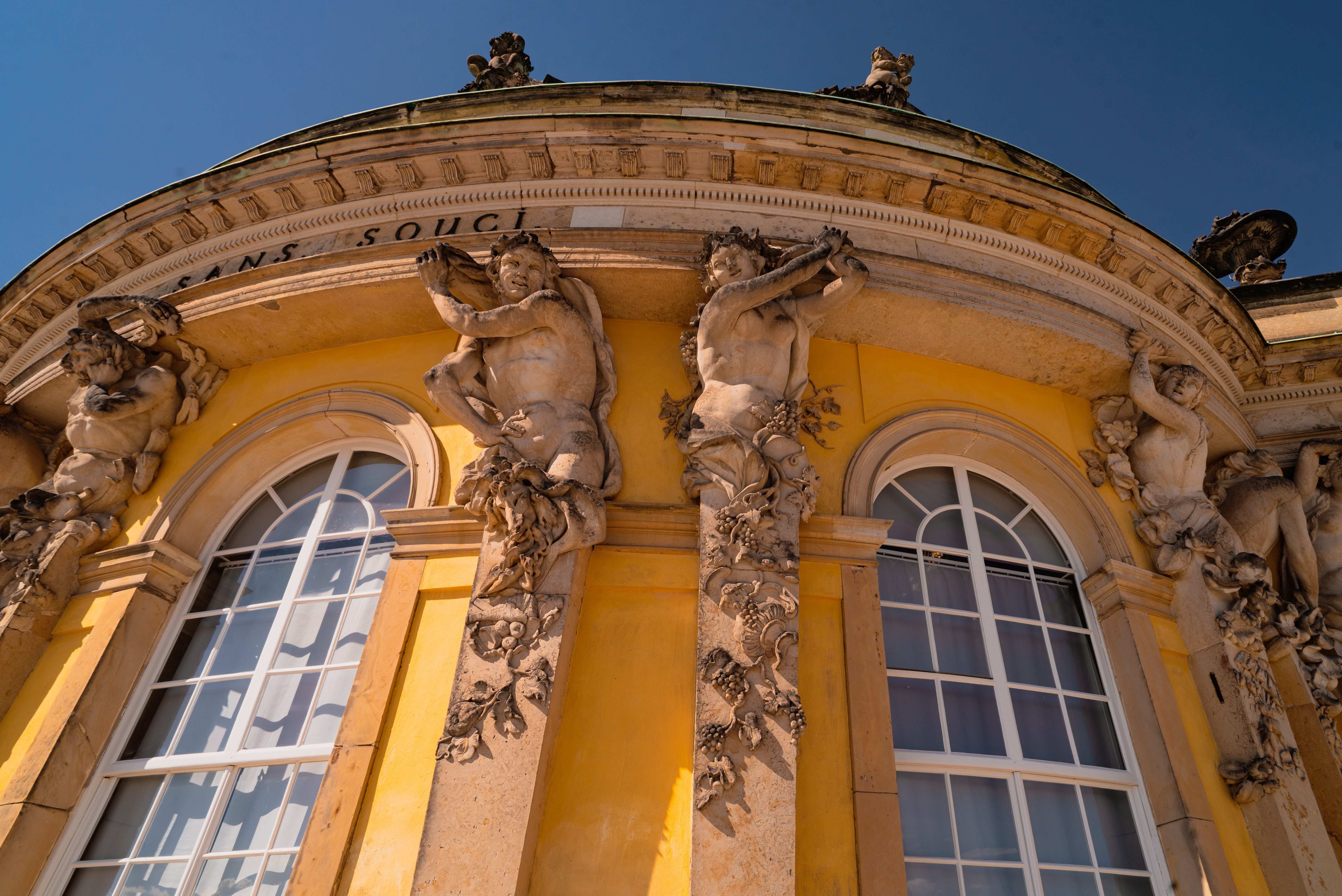
Weibliche und männliche Hermen-Atlanten (Schloss Sanssouci, Potsdam, errichtet 1745–1747)
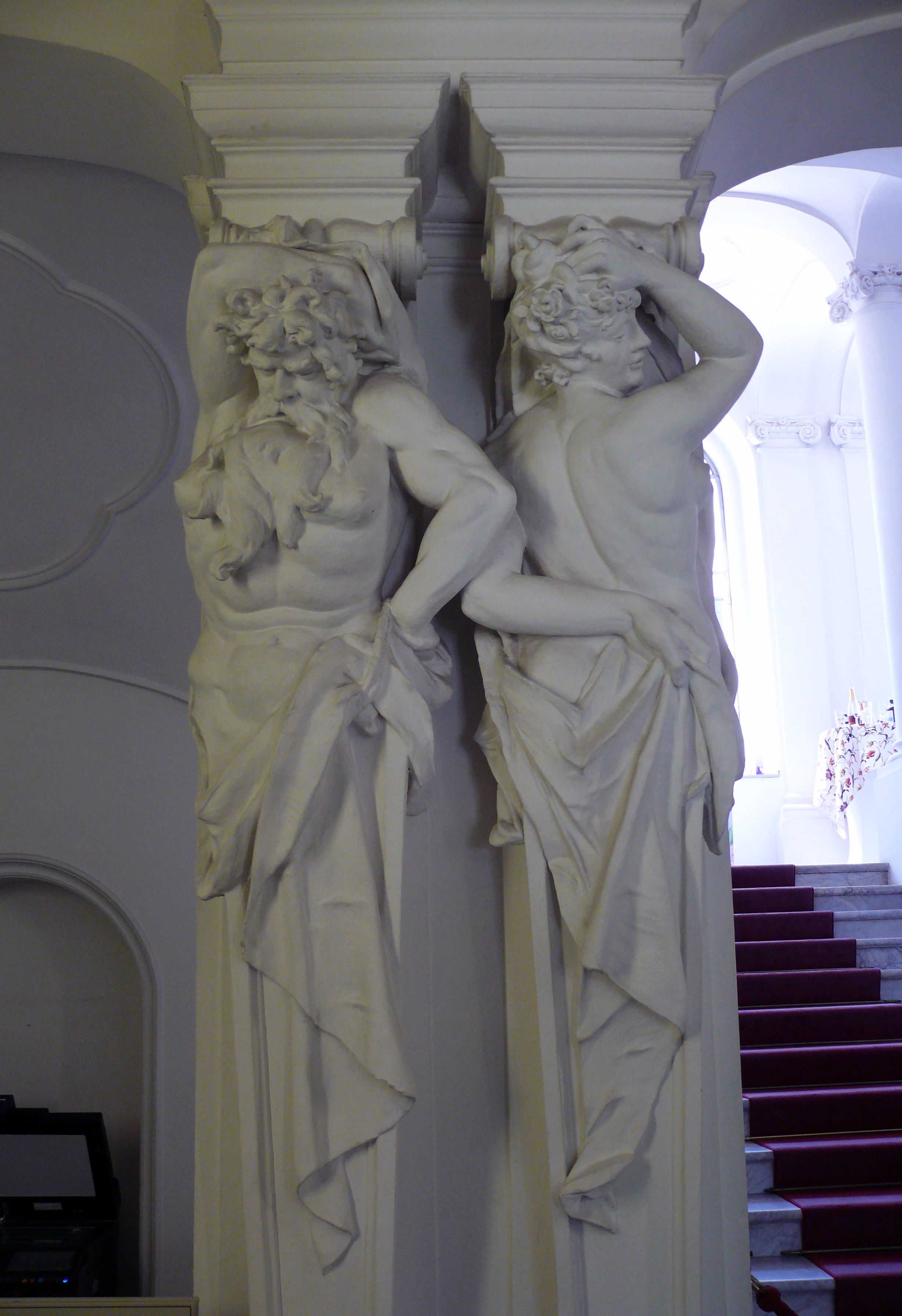
Männliches und weibliches Atlanten-Paar des Neubarock (Treppenhaus der Staats- und Stadtbibliothek Augsburg, errichtet 1893)
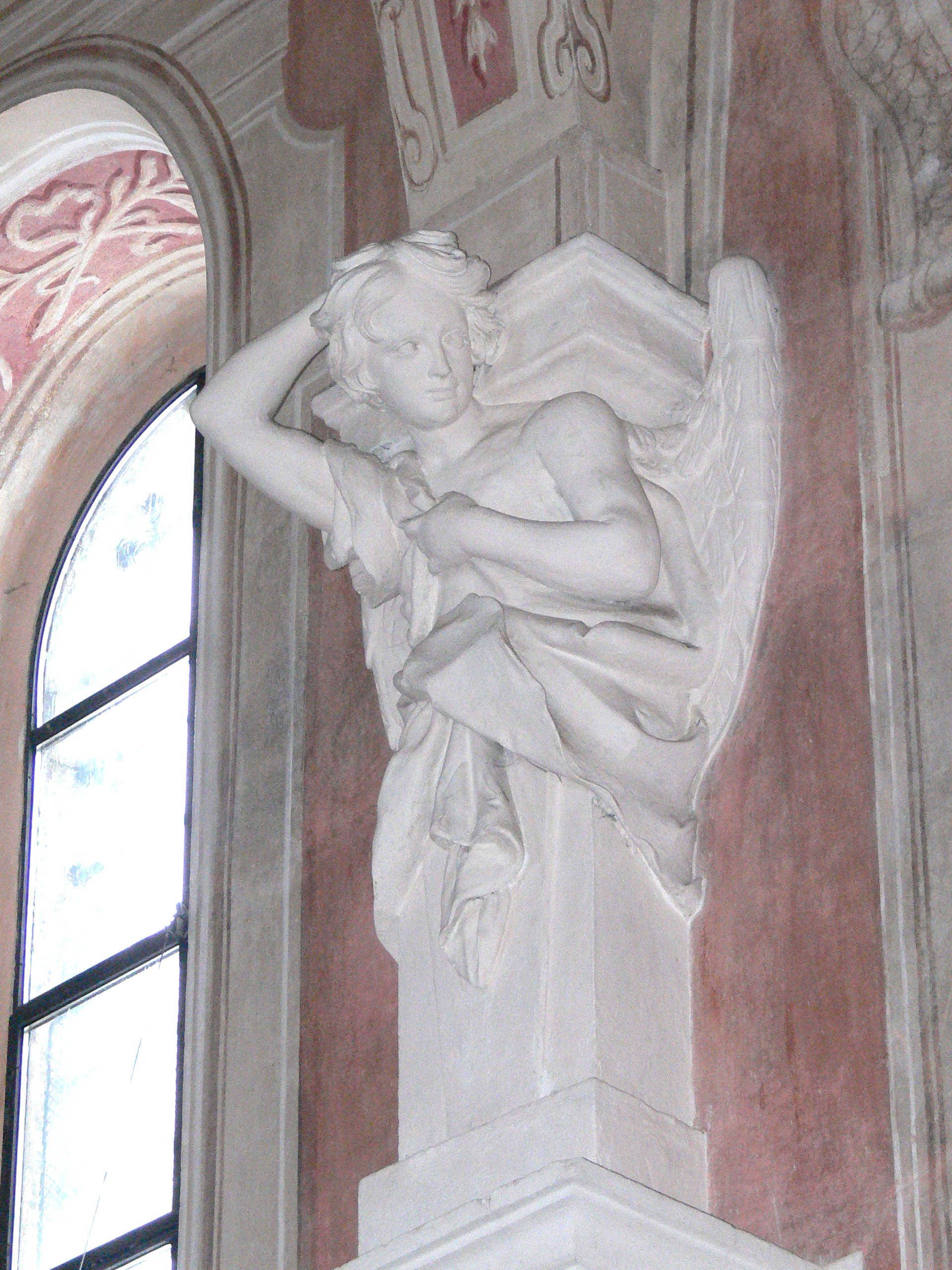
Gewölbe tragender Engels-Atlant, Anfang 18. Jahrhundert (Wallfahrtskirche Gartlberg, Pfarrkirchen)
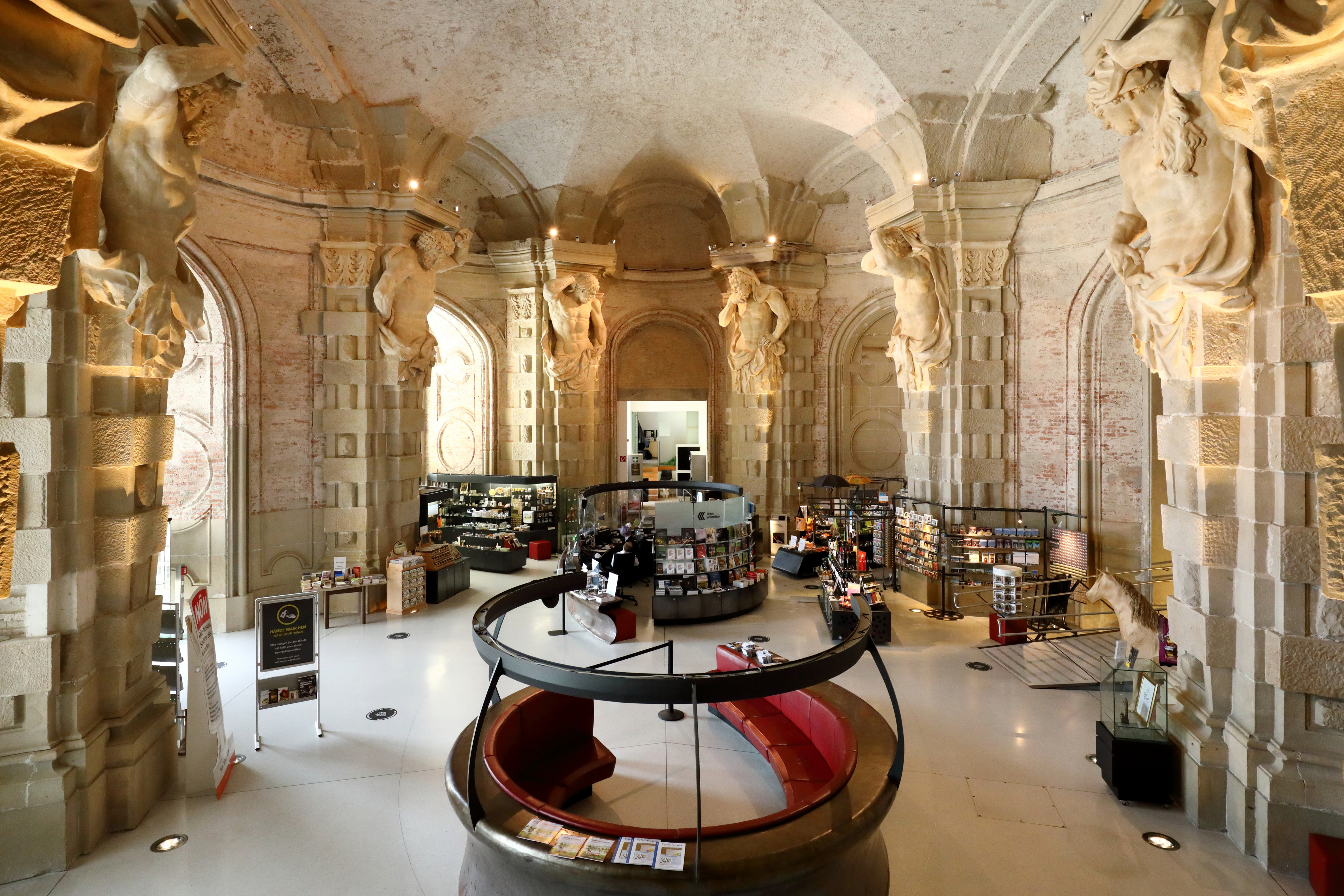
Hermen-Atlanten der Sala terrena im Stift Klosterneuburg, 18. Jahrhundert
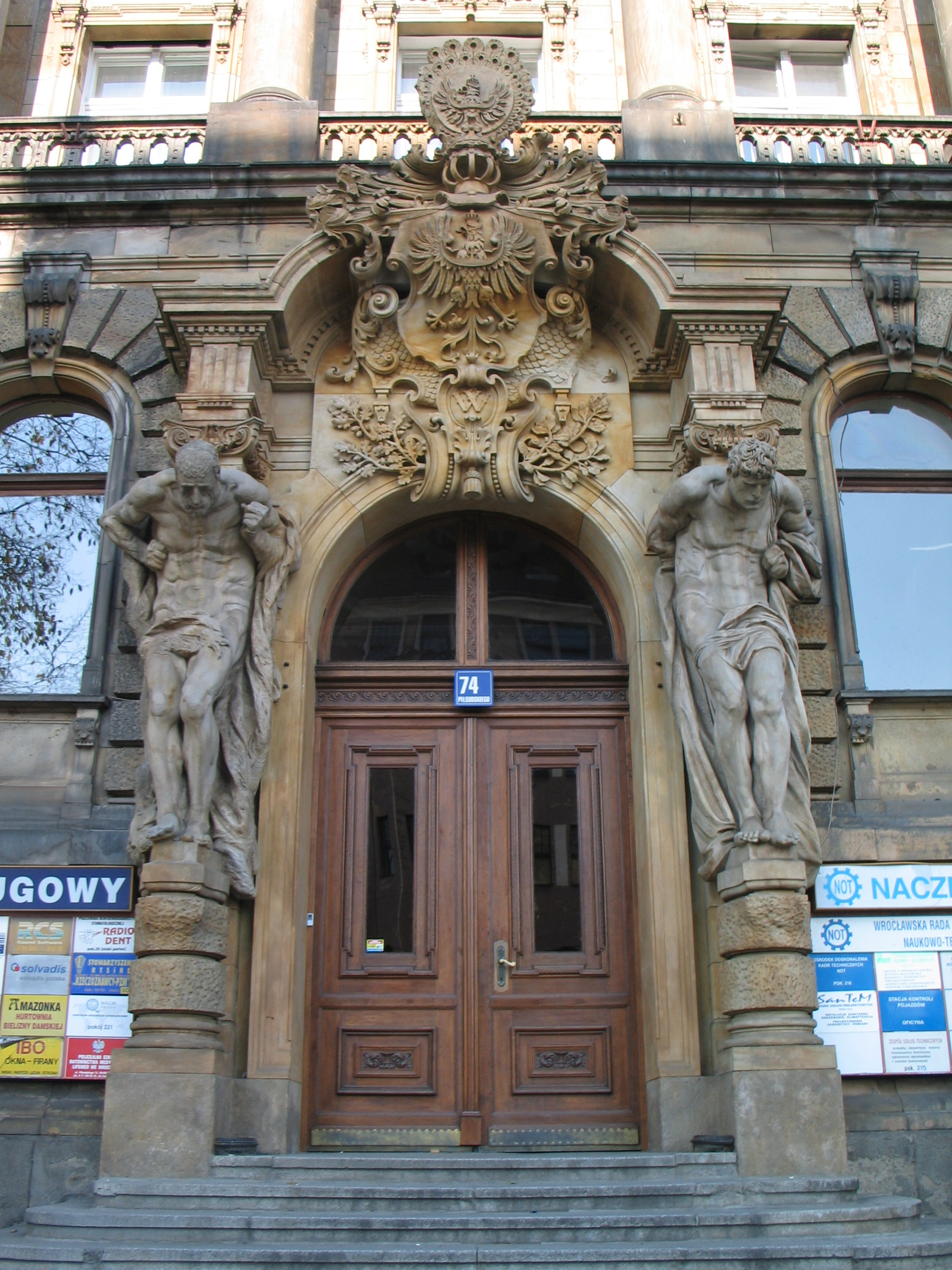
Portal-Atlantenpaar am Landeshaus der Provinz Schlesien in Breslau, erbaut 1892–1895
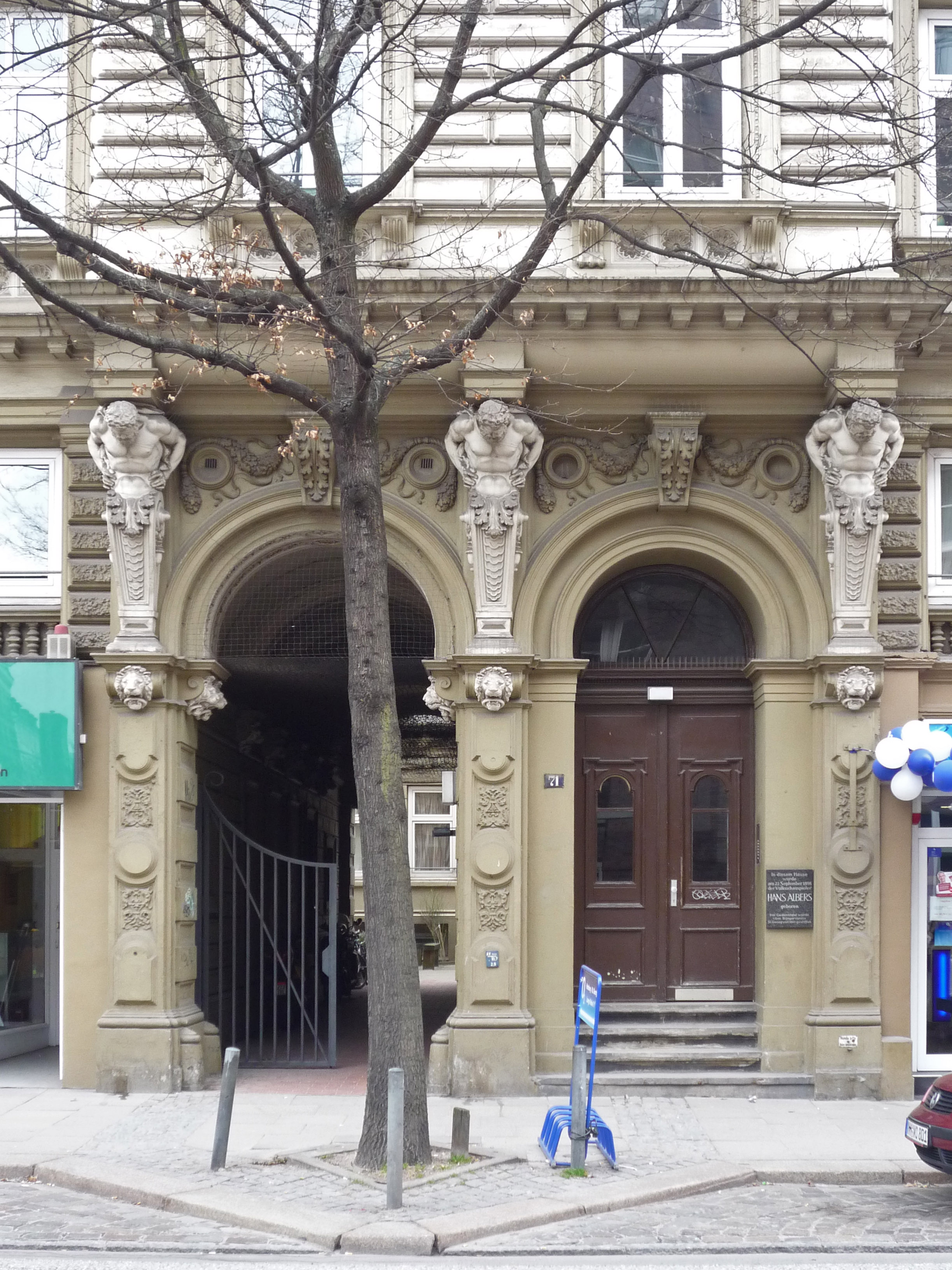
Neubarocke Balkon- und Portal-Atlanten als Hermen, 19. Jahrhundert (Hamburg, Lange Reihe 71)
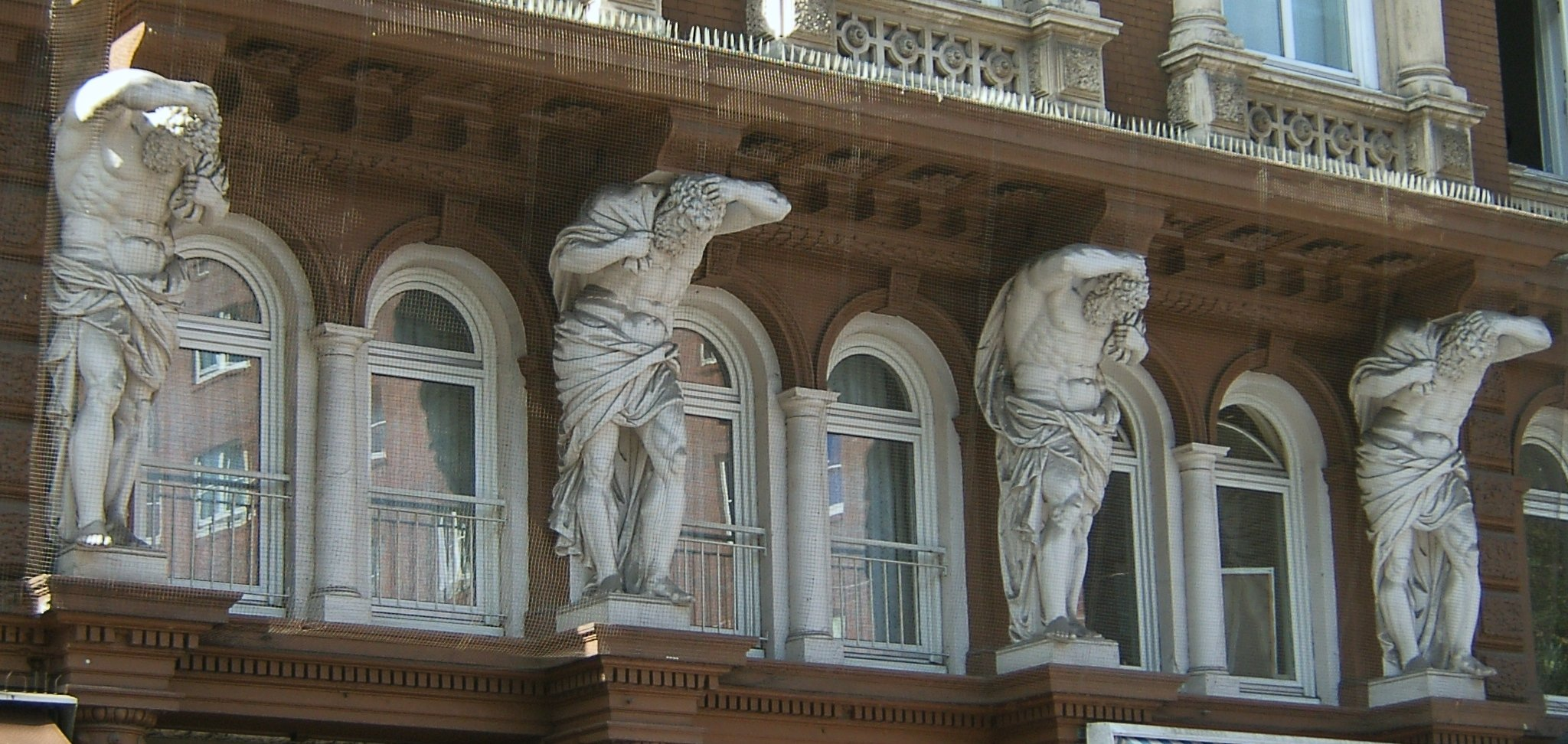
Neubarocke Atlanten, 19. Jahrhundert (Lange Reihe, Hamburg)

## Verbreitung in Außereuropa
Auch in der hellenistisch beeinflussten Bildhauerkunst Nordindiens und angrenzender Gebiete sowie in der Kunst Mesoamerikas kommen Atlanten vor.

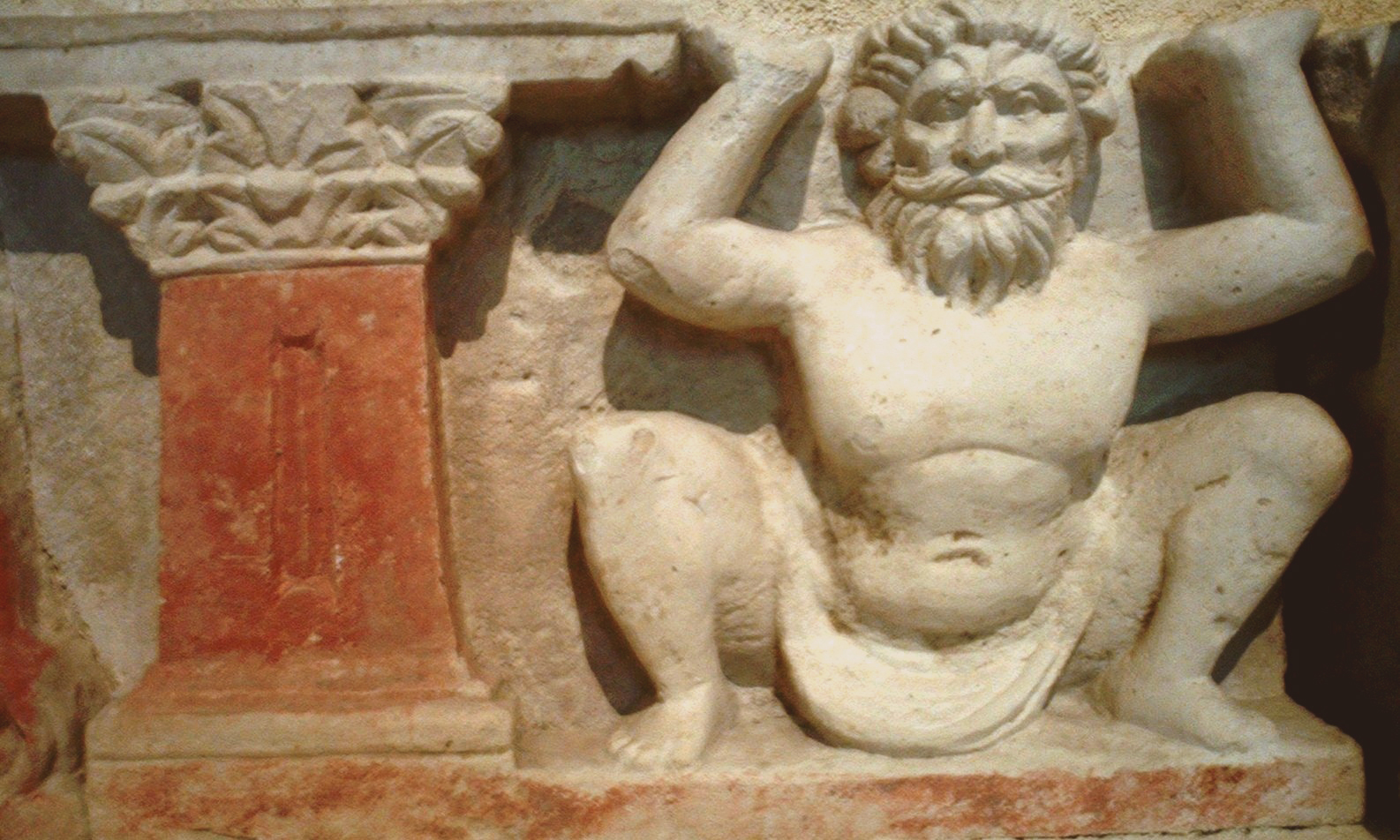
Hadda, Afghanistan – Atlant
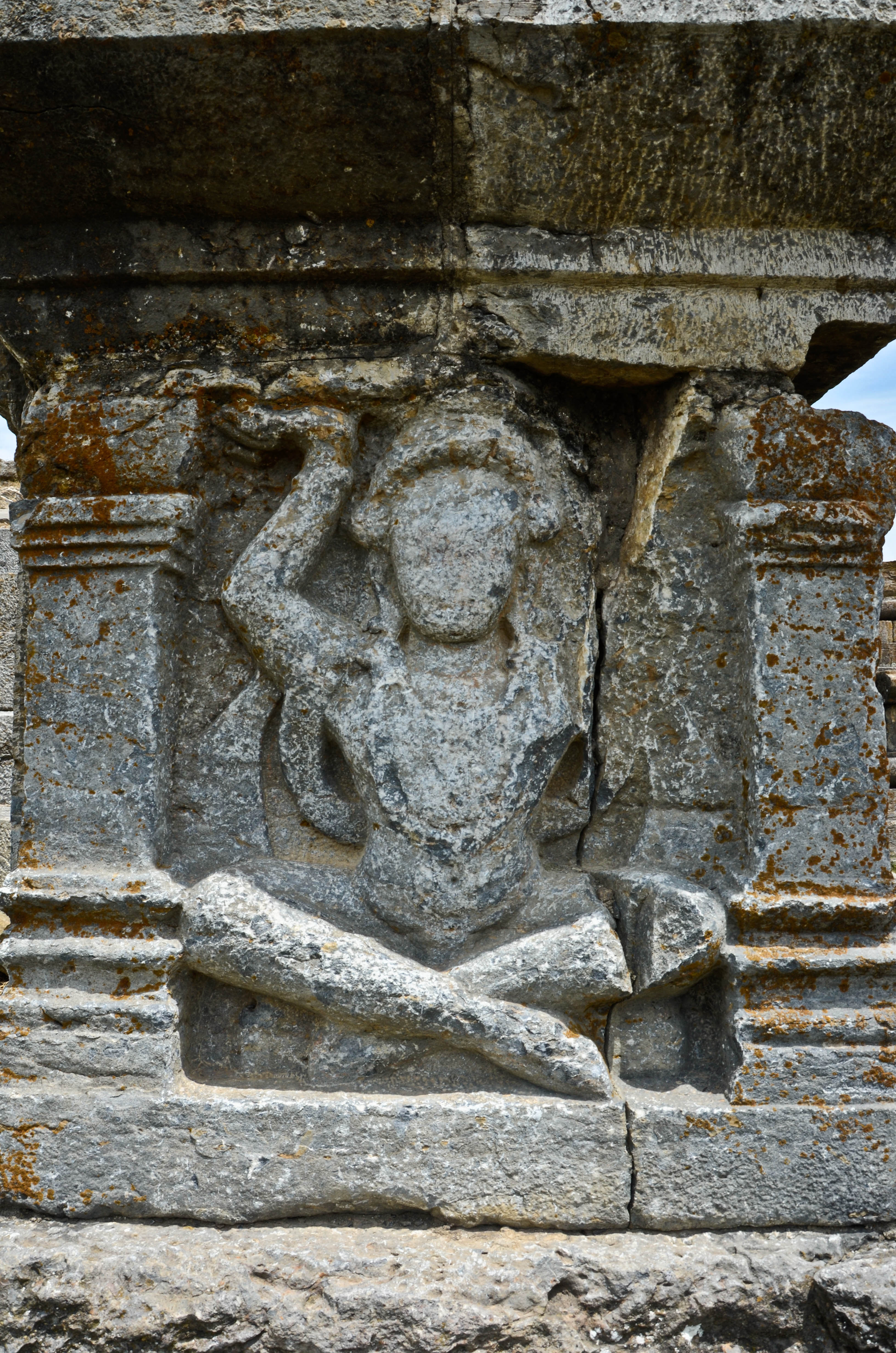
Parihaspur, Kaschmir – Atlant
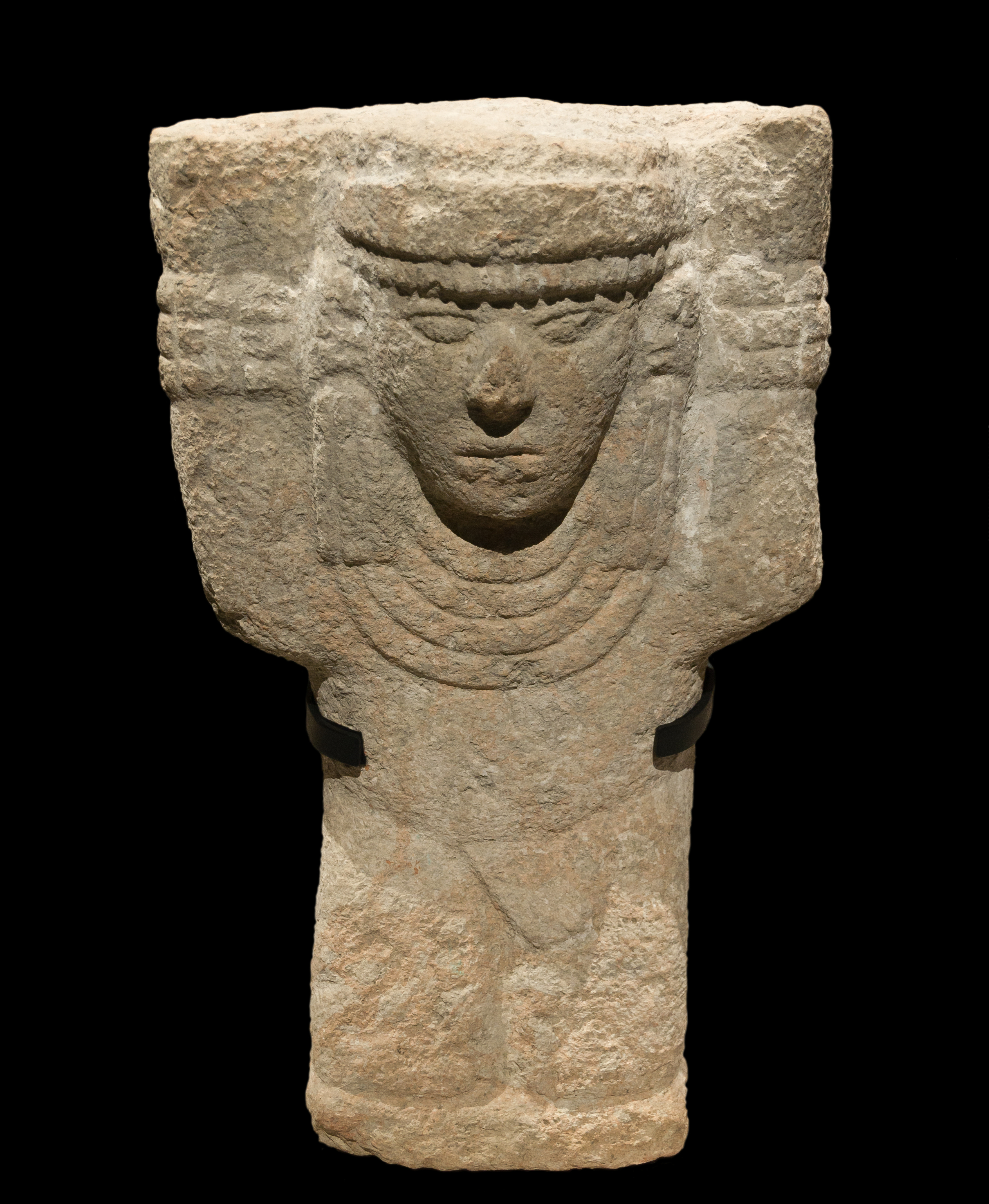
Chichen Itza – Atlant